# Paul Kübler & Co.

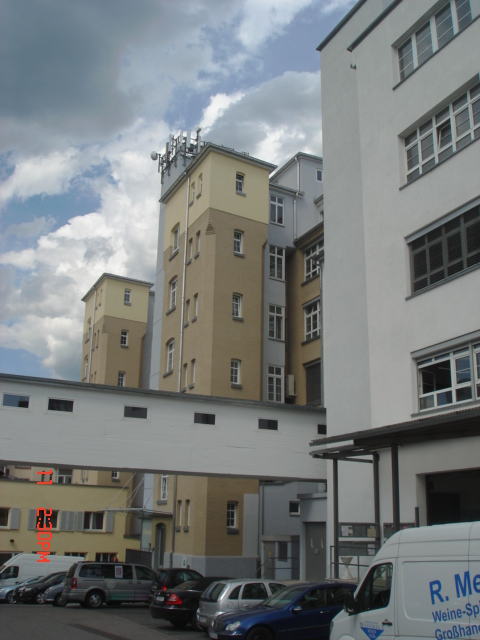
Das heutige Kübler-Areal

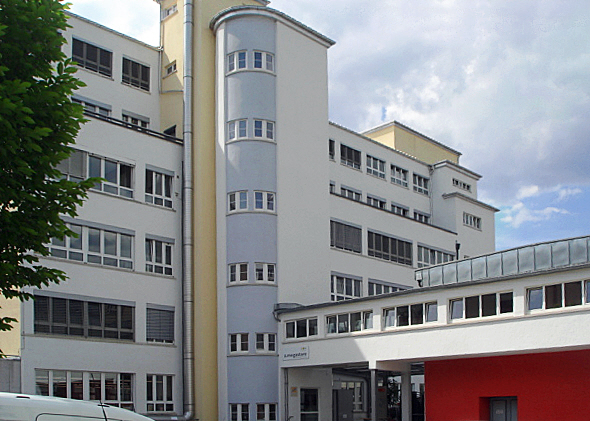
Nordseite des Areals

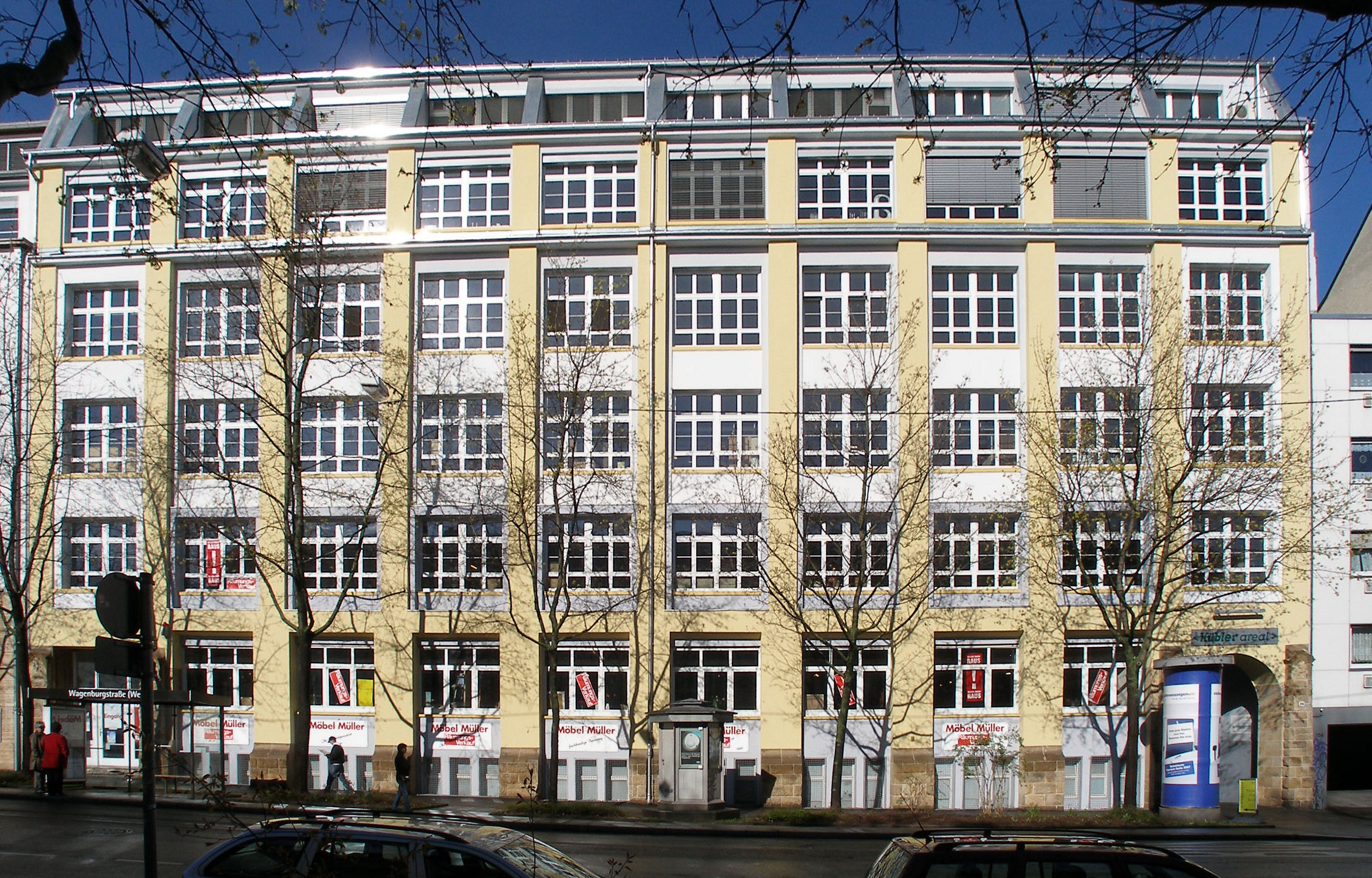
Gebäude aus dem Jahr 1910

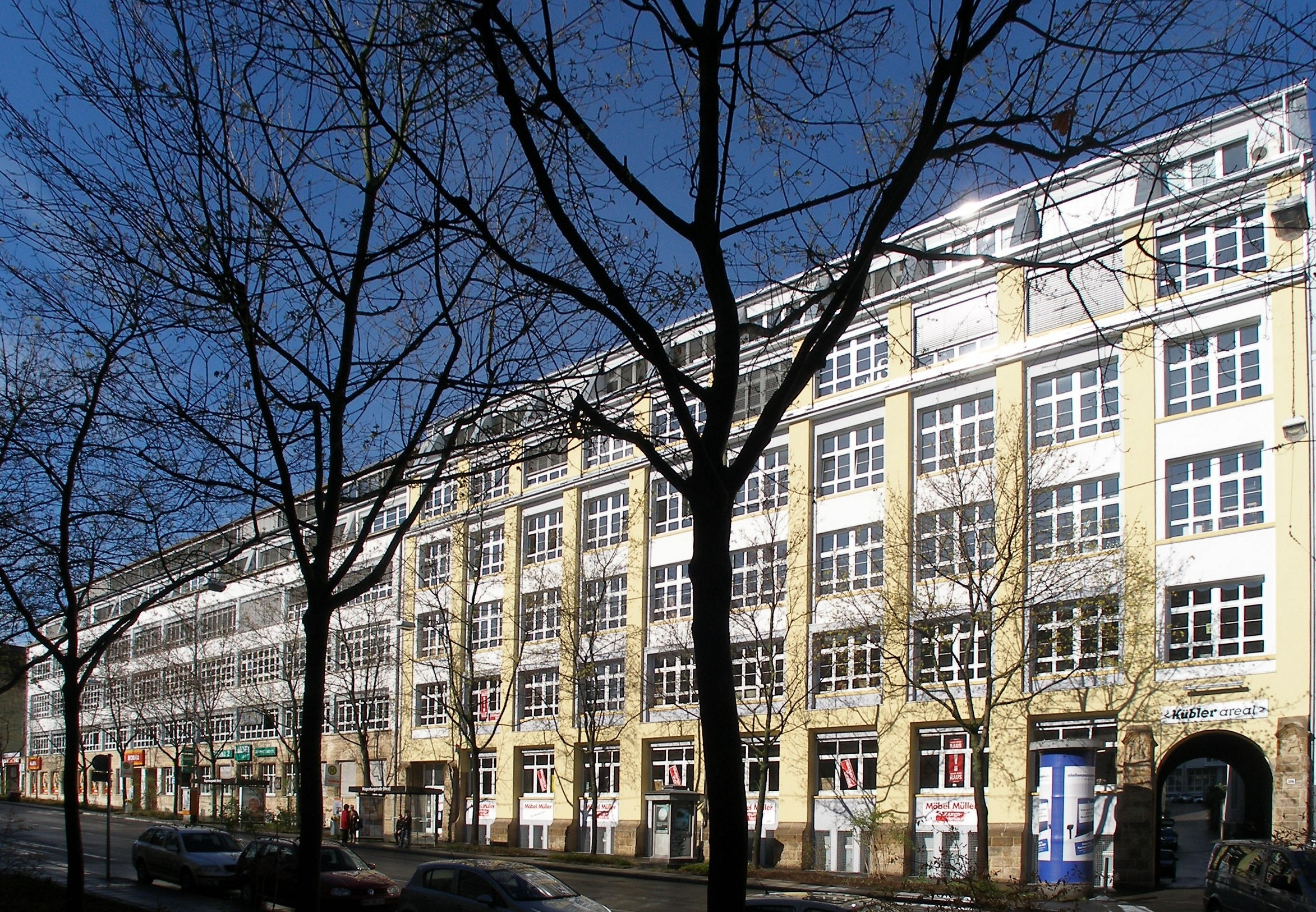
Kübler-Areal, Ostendstraße 106–114

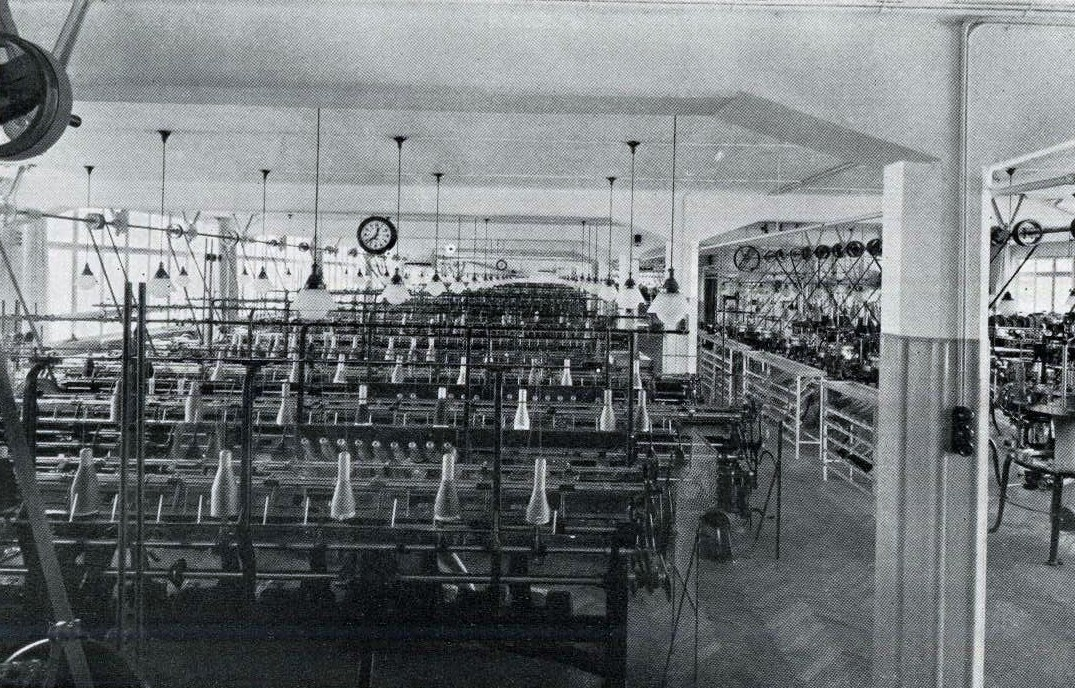
Strickmaschinen um 1935

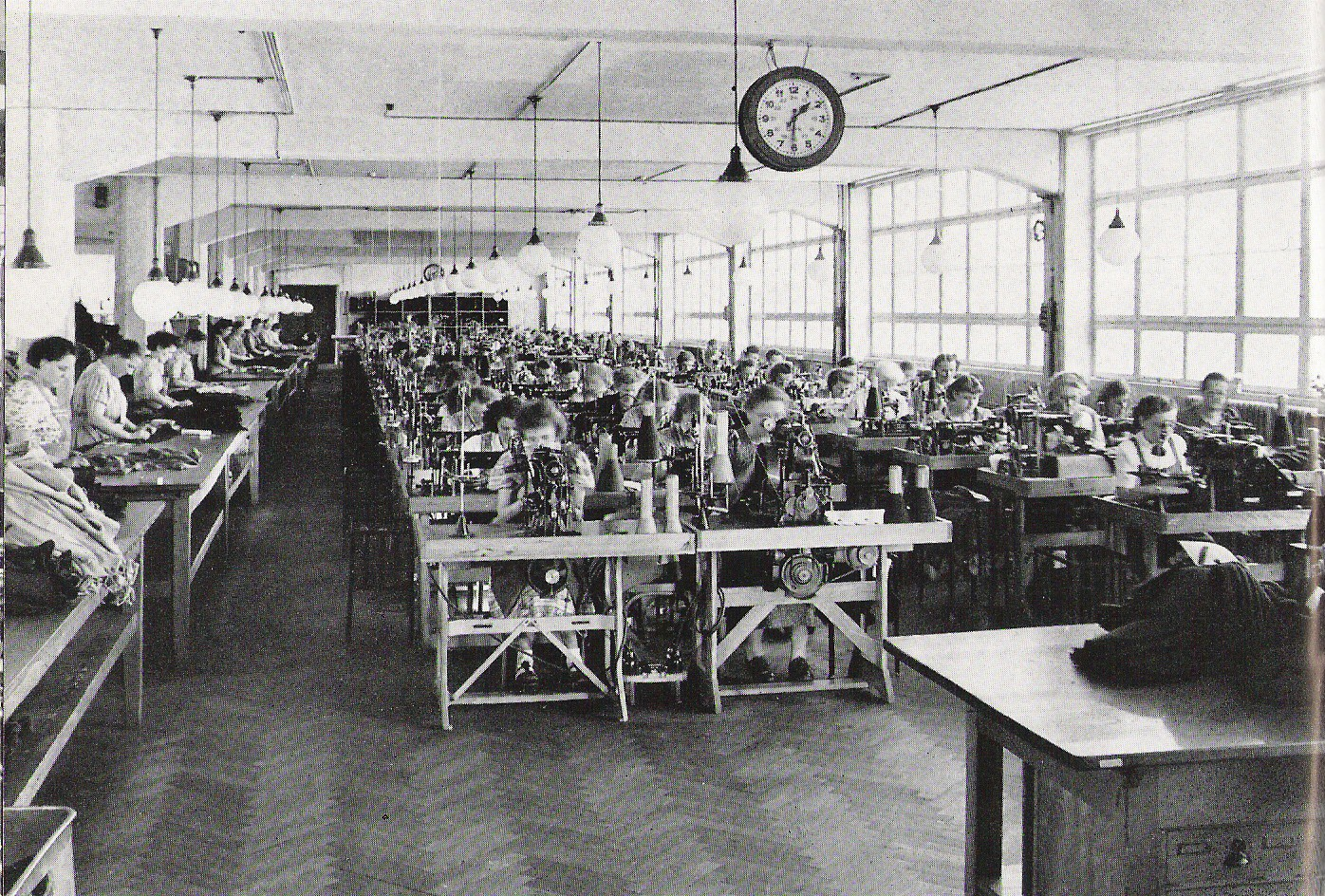
Nähsaal um 1935

Die Paul Kübler & Co. GmbH war eine Strickwarenfabrik in der baden-württembergischen Landeshauptstadt Stuttgart. Das Unternehmen fertigte gestrickte Ober- wie Unterbekleidung und wies damit eine Produktionspalette auf, die der ihres Hauptkonkurrenten, der Wilhelm Bleyle oHG entsprach. 

## Unternehmensgeschichte
Das Unternehmen wurde 1902 auf dem Moehrlin'schen Anwesen (benannt nach Emil Moehrlin, einem Ingenieur und Fabrikbesitzer in Stuttgart von 1853 bis 1900) an der Ecke Wilhelmstraße / Olgastraße in Stuttgart gegründet. Anfänglich wurden 14 Mitarbeiter beschäftigt, vier Jahre später waren es 100. Der Standort entsprach schnell nicht mehr den ordnungsrechtlichen Vorschriften für Gewerbebetriebe. Das Unternehmen zog deshalb 1910 in die Ostendstraße 106/106a. Dieses Grundstück am damaligen Stadtrand bot genügend Platz, um sich zu entfalten. Die neuen Fabrikationshallen plante und baute der Architekt Heinrich Maas. Bereits 1914 wurde ein Erweiterungsbau notwendig, da das Sortiment neue Spezialanfertigungen vorsah. Hierzu wurde rückwärtig angebaut. Eine erneute Erweiterung wurde 1928 fällig, weil das Unternehmen sich weiter vergrößerte. Vor 1939 waren etwa 4000 Menschen beschäftigt.
Im Jahr 1973 stellte das Unternehmen die Produktion ein. Es wechselte das Geschäftsfeld vom produzierenden Betrieb zur Vermietung von Immobilien. Die Gebäude stehen heute noch: Das Kübler-Areal erstreckt sich entlang der baumreichen, boulevardähnlichen Ostendstraße bis zur parallel verlaufenden, verkehrsruhigen Fuchseckstraße. Es umschließt einen Hof von dem aus die Gebäude erschlossen sind. Je zwei Zufahrten von der Ostend- und von der Fuchseckstraße erschließen das Areal. Die Hauptgebäude verfügen über Laderampen und Lastenaufzüge.
Überwiegend wird an kleine kreative Firmen wie Werbeagenturen, Filmemacher und Architekturbüros vermietet. Dort befindet sich auch die Theater Akademie Stuttgart.

## Produkte
Ein Briefkopf von 1920 erklärte die Produktpalette: „Gestrickte Knaben-Anzüge u. Sweater-Bekleidung, Reform- u. Schlupf-Beinkleider, Hemdhosen u. Unterjacken“.

## Marktumfeld
Stuttgart hatte in der Branche der Strickerei und Wirkerei etliche große Firmen von Weltruf. Die Hälfte aller 15 Betriebe dieser Art in Deutschland hatten ihren Sitz in Stuttgart. Heute ist dieser Wirtschaftszweig in Stuttgart erloschen. An den damaligen Sitz der Firma erinnern heute nur noch Reliefs über den verschiedenen Zufahrten ins Areal. 